# Empress of Uruguay
The Empress of Uruguay (deutsch „Kaiserin von Uruguay“) ist eine 2007 in Uruguay gefundene Druse aus Amethyst (durchsetzt mit einigen Kristallinseln aus Calcit), die mit umgerechnet 3,27 Metern als längste der Welt gilt. Sie ist der Länge nach geöffnet und wiegt in dem Zustand 2,5 Tonnen. Ihr Wert wurde auf 250.000 AU$ geschätzt, obgleich sie unverkäuflich ist.
Die Druse wurde in einer Mine gefunden, die bekannt für spektakuläre Drusen und Amethyste ist. In einem aufwändigen Verfahren wurde sie in drei Monaten aus dem umliegenden Basalt herauspräpariert.
Die Oberseite wurde abgeteilt, um den Blick auf das Innere zu ermöglichen. Der Deckel wurde weiter zerteilt und die Amethyste verkauft. Der Hauptteil der Druse wurde aber bewusst im Ganzen belassen, um sie auszustellen. Sie ist Teil einer Wanderausstellung und wurde unter anderem im American Museum of Natural History ausgestellt.
2011 wurde sie während ihres Aufenthaltes im Crystal Caves Museum bei Atherton in Queensland beschädigt, als ein Tourist heimlich ein tennisballgroßes Stück herausbrach.